# Curva a farfalla (trascendentale)

La curva della farfalla.

Una costruzione animata rende l'idea della complessità della curva (Cliccare per vedere l'animazione).

La curva della farfalla è una curva piana trascendente scoperta da Temple H. Fay. La curva è data dalle seguenti equazioni parametriche:
{\displaystyle x=\sin(t)\left(e^{\cos(t)}-2\cos(4t)+\sin ^{5}\left({t \over 12}\right)\right)}
{\displaystyle y=\cos(t)\left(e^{\cos(t)}-2\cos(4t)+\sin ^{5}\left({t \over 12}\right)\right)}
O dalla seguente equazione polare:
{\displaystyle r=e^{\sin \theta }-2\cos(4\theta )+\sin ^{5}\left({\frac {2\theta -\pi }{24}}\right)}